# Models IMON

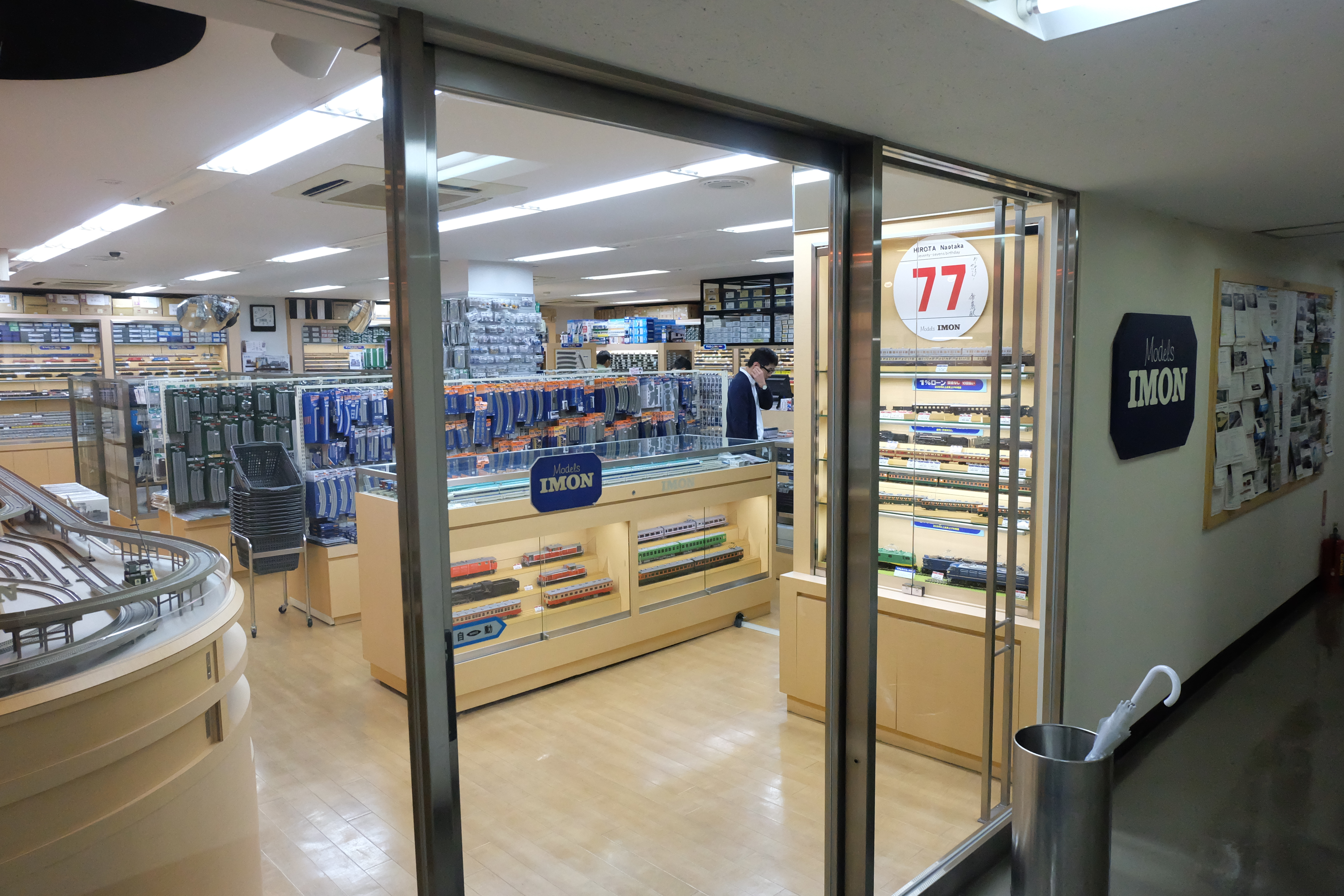
Models IMON横浜店

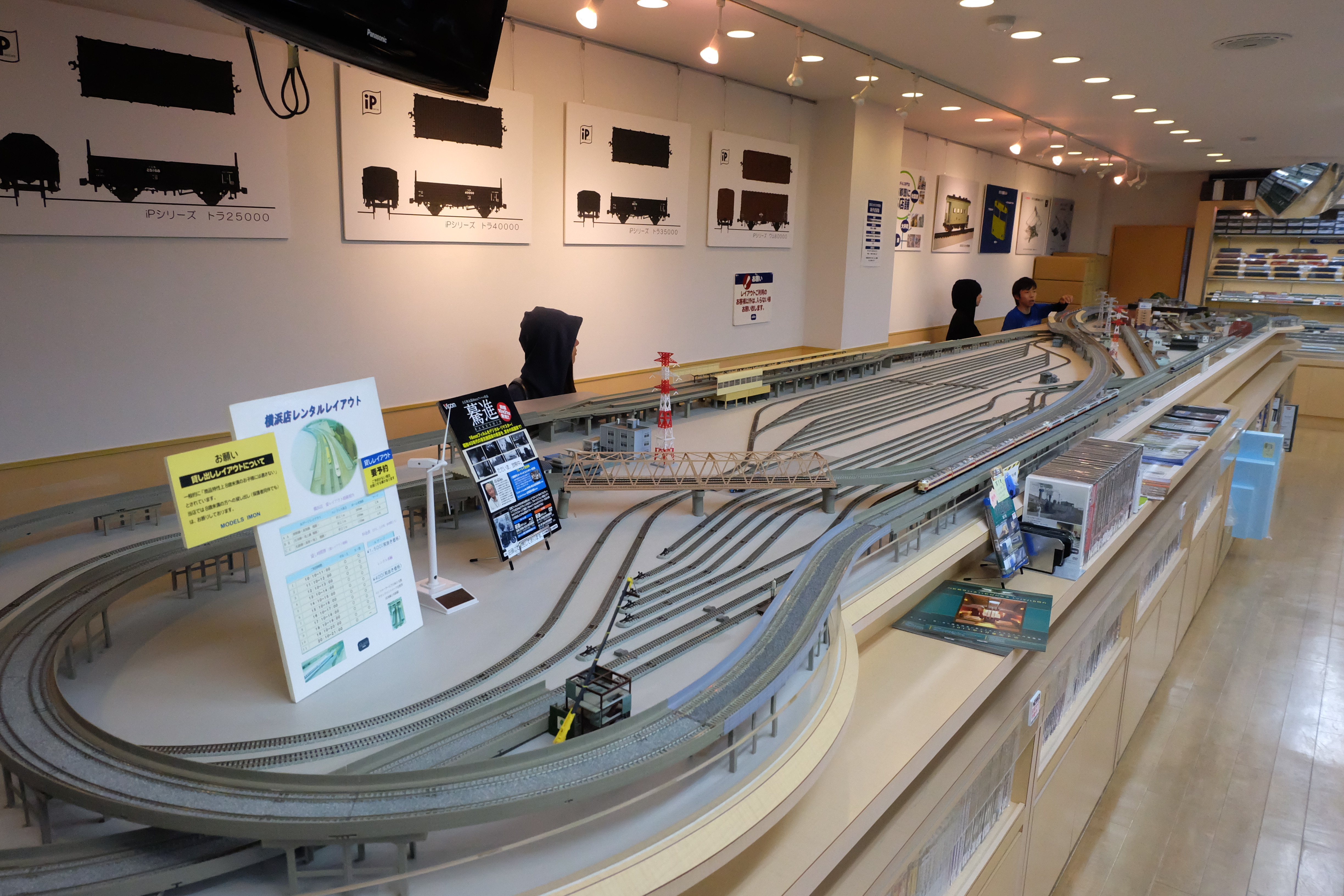
横浜店のレンタルレイアウト

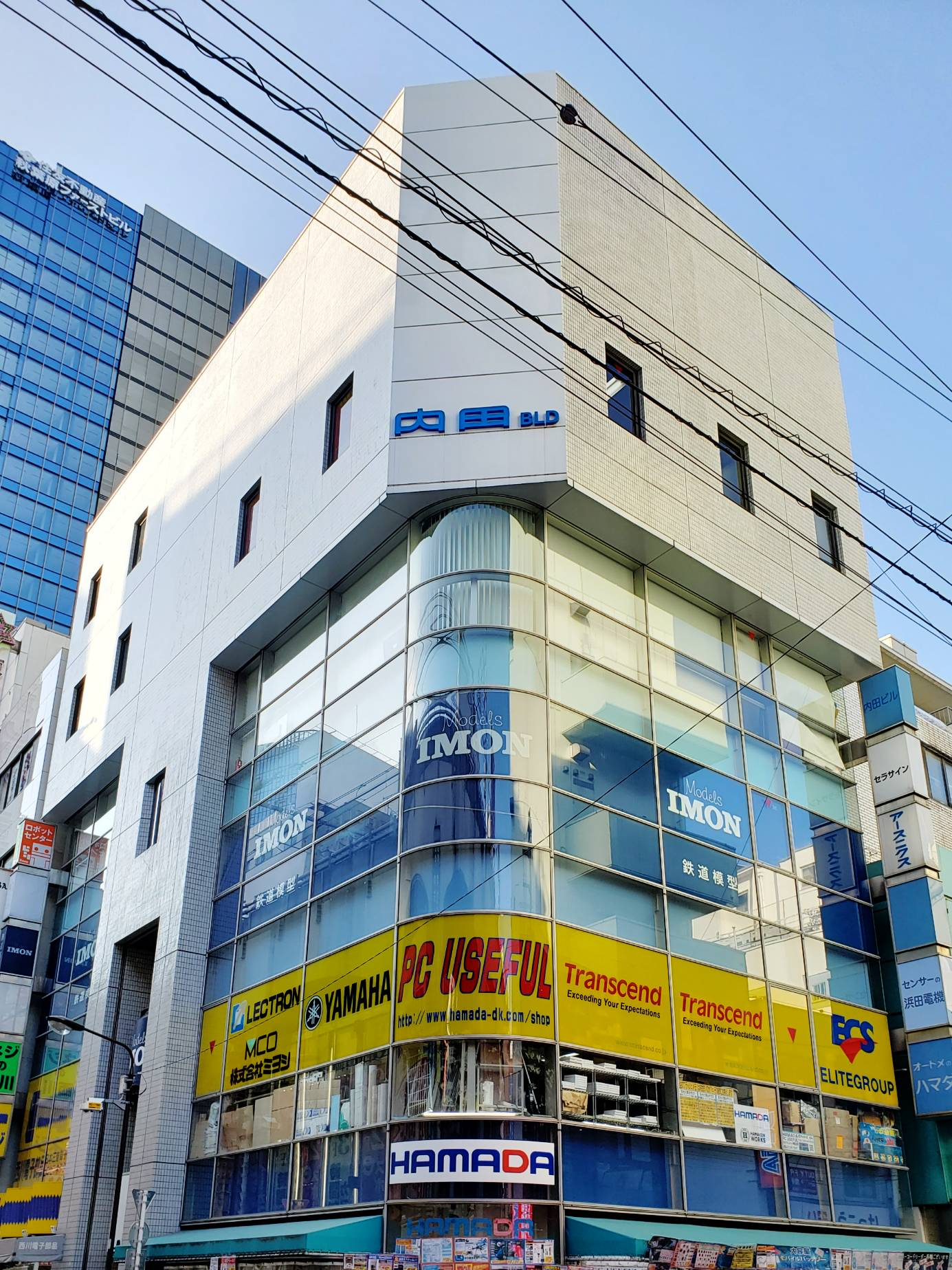
秋葉原店

Models IMON（モデルスイモン）は、株式会社井門コーポレーションが展開する鉄道模型専門店チェーン、および製作・販売している鉄道模型製品のブランドである。

## 店舗
1998年に第1号店となる原宿店を開店（現在閉店）。以後、大井・横浜・秋葉原・池袋・渋谷に店舗を設ける。秋葉原店には中古品・委託品の専門店MONTAを併設。
2021年3月には新宿店が開店した。
詳細は井門店舗案内参照

## 製品
真鍮製の鉄道模型（キット・完成品）を設計・製作・販売している。主力商品は、HOスケールで日本の狭軌の鉄道車両（軌間1067mm）を模型化した、軌間12mmの模型である（同社ではこれをHO1067と呼称している）。また、軌間12mmの線路システムをはじめ、通電カプラーや伸縮カプラー・LED室内灯など、鉄道模型用の機能性パーツも数多く手がけている。

### 事業継承
廃業した同業他社の事業と商品を継承し、製造・販売を担当している。
乗工社
2000年に廃業。主に1/87、12mmゲージの日本型車両を製造していた。「五反田工房」として、HO1067などの模型製造を担当。
有限会社福島模型製作所
2011年2月に廃業、2023年9月8日に登記閉鎖日本型16番ゲージ車両や、それ用のパンタグラフを主力に数多くのパーツ製造を行っていた。「南品川工房」として、HO1067などの模型製造を担当。
マッハ模型（株式会社マッハ）
2022年6月に閉店、2023年9月8日に会社清算。鉄道模型用ラッカー塗料、プライマー、真鍮模型用工具、16番鉄道模型用のエッチングパーツの製造などを製造・販売していた。Machブランドで製品の販売を継承。
篠原模型店（株式会社篠原）
2024年5月2日に会社清算。各種の鉄道模型用レールを製造・販売していた。「横浜工房」として、12mmゲージの線路「IMONスーパートラック」などを製造。